# 联合艺术家音乐集团
聯合藝術家音樂集團（英語：Allied Artists Music Group）是總部位於美國的跨國公司聯合藝術家國際公司旗下專注唱片與娛樂事業的公司，其總部位於加利福尼亞州洛杉磯縣的格倫代爾市。
1971年，聯合藝術家國際公司的前身聯合藝術家影業公司正式成立了子公司聯合藝術家唱片公司（Allied Artists Records）。截至1999年，聯合藝術家唱片公司旗下擁有多個音樂廠牌，這其中就包括旗艦廠牌聯合藝術家唱片（Allied Artists Records）及聯合藝術家音樂公司（Allied Artists Music Co.）、花押字唱片（Monogram Records）、遠景唱片（Vista Records）和硫磺唱片（Brimstone Records）等。
該公司以發行具有歷史意義的電影原聲帶聞名，例如：貓王於1965年參演的《春滿眾香國》和麗莎·明內利於1972年參演的《歌廳》等。在傳統錄音唱片方面，它以發行拉丁美洲重金屬搖滾樂隊背叛者全部作品而知名，這其中就包括該樂隊在1983年製作完成的專輯《瘋狂搖滾（Rock 'n' Roll Crazy!）》；除此之外，它還發行了包括樂隊鼓手路易斯·卡德納斯在1986年製作完成的專輯《動物本能（Animal Instinct）》等等其他唱片。
2000年，隨著實體唱片（CD及黑膠唱片等）的銷量下降，音樂銷售逐漸被數字下載所取代，聯合藝術家唱片公司將其所有與音樂相關的資產整合進一個新的品牌——聯合藝術家音樂集團內，並成為其母公司聯合藝術家國際公司的正式部門。

## 公司歷史

### 早年歷史
1971年之前，原聲帶大多以“聯合藝術家唱片（Allied Artists Records）”或“聯合藝術家音樂（Allied Artists Music）”等廠牌名進行非正式發行。聯合藝術家唱片公司在1971年由聯合藝術家影業公司所成立，使聯合藝術家唱片公司成為其所發行電影的電影原聲帶發行公司。但由於製作成本失控，聯合藝術家影業公司在1979年被迫破產。聯合藝術家唱片公司是未受聯合藝術家影業公司破產影響的全資子公司，它在母公司破產後尋求擴大其商標和服務標記權，以涵蓋所有形式的娛樂事業；這其中就包括原本由聯合藝術家影業公司所經營的娛樂事業。1988年，聯合藝術家唱片公司對諸多唱片歌手提出歷史索賠，這其中就包括貓王、萊諾·李奇、勞倫斯·威爾克、巴布·席格和泰德·努金。聯合藝術家唱片公司的歷史藝人花名冊及曲庫包括出埃及樂隊、庫利奧、路易斯·卡德納斯、大衛·赫索霍夫和背叛者樂隊等。

## 外部連接
- 官方网站（英文）